# Ascorhiza
Ascorhiza är ett släkte av svampar. Ascorhiza ingår i divisionen sporsäcksvampar och riket svampar.